# Sergei Wladimirowitsch Nemilow
Sergei Wladimirowitsch Nemilow (russisch Сергей Владимирович Немилов; * 3. Januar 1939 in Moskau) ist ein russischer Physikochemiker und Hochschullehrer.

## Leben
Nemilow, Sohn des Chemikers Wladimir Nemilow, schloss die Schule 1956 mit einer Goldmedaille ab. Darauf studierte er Chemie an der Universität Leningrad. Ab 1957 arbeitete er in der Arbeitsgruppe von R. L. Müller, der Chalkogenidgläser für optische Anwendungen entwickelte. Mit einer Diplomarbeit in diesem Gebiet schloss Nemilow 1961 das Studium ab. Es folgte die Aspirantur bei R. L. Müller im Optik-Institut (GOI) in Leningrad, so dass er 1965 seine Kandidat-Dissertation im Bereich der Chalkogenidgläser erfolgreich verteidigte und damit weit bekannt wurde. Er blieb im GOI (bis 2005) und leitete 1970–1991 das von I. W. Grebenschtschikow gegründete Laboratorium.  1971 verteidigte er erfolgreich seine Doktor-Dissertation, mit der er sich als Physikochemiker auswies.
Nemilow untersuchte die Gesetzmäßigkeiten der Zusammenhänge von Eigenschaften und Strukturen in Gläsern und Kristallen. Im Mittelpunkt standen die Kristallisationsvorgänge in Glasschmelzen, ihre thermodynamische Beschreibung, die Mechanismen des viskosen Fließens und die Elastizitätseigenschaften von Gläsern in Abhängigkeit von den interatomaren Potentialen. Er veröffentlichte seine Ergebnisse in circa 180 Aufsätzen in nationalen und internationalen Fachzeitschriften, meist ohne Koautor. 1997 erhielt er den I. W. Grebenschtschikow-Preis der Russischen Akademie der Wissenschaften für seine Arbeiten zur Thermodynamik der Glasbildung.
1965–1967 hielt Nemilow neben seiner Forschungsarbeit die Vorlesung Kristallchemie der Halbleiter am Leningrader Polytechnischen Institut und Chemische Kinetik und Katalyse an der Universität Leningrad. 1988 wurde er zum Professor für Physikalische Chemie ernannt. Seit 1992 lehrte er an der Staatlichen Universität für Informationstechnologien, Mechanik und Optik Sankt Petersburg (SPB-GU-ITMO) als Abordnung des GOI. 2002 war er Gastwissenschaftler der McMaster University in Hamilton (Ontario). Seit 2005 ist er Professor des Lehrstuhls für Optoinformatik-Technologie und -Materialien der SPB-GU-ITMO und liest über Physikalische Chemie der Gläser und Optische Gläser. Er ist Reviewer auch für internationale Zeitschriften, so für Journal of Non-Crystalline Solids, Thermochimica Acta, Physica B (Physics of Condensed Matter) und Philosophical Magazine.